# Мартосит
Мартосит — орторомбічний мінерал із загальною формулою Cu(UO2)3(SeO3)3(OH)2·7H2O. Він був названий на честь бельгійського мінералога Еме Мартоза (1894—1962), колишнього генерального директора Union Minière du Haut Katanga - UMHK.
Зазвичай він знаходиться в порожнинах селенового (селеновмісного) дигеніту. Зокрема, він знайдений у зонах окислення родовища Мусоної в Катанзі, Африка.
Мартосит є орторомбічним, що означає, що він має три осі різної довжини, ортогональні одна до одної. Оскільки мартосит орторомбічний, він є двовісним, що означає, що він має три різні показники заломлення. Мартосит є оптично анізотропним, демонструє плеохроїзм від жовтувато-коричневого до зеленувато-жовтого.